# 야마토니

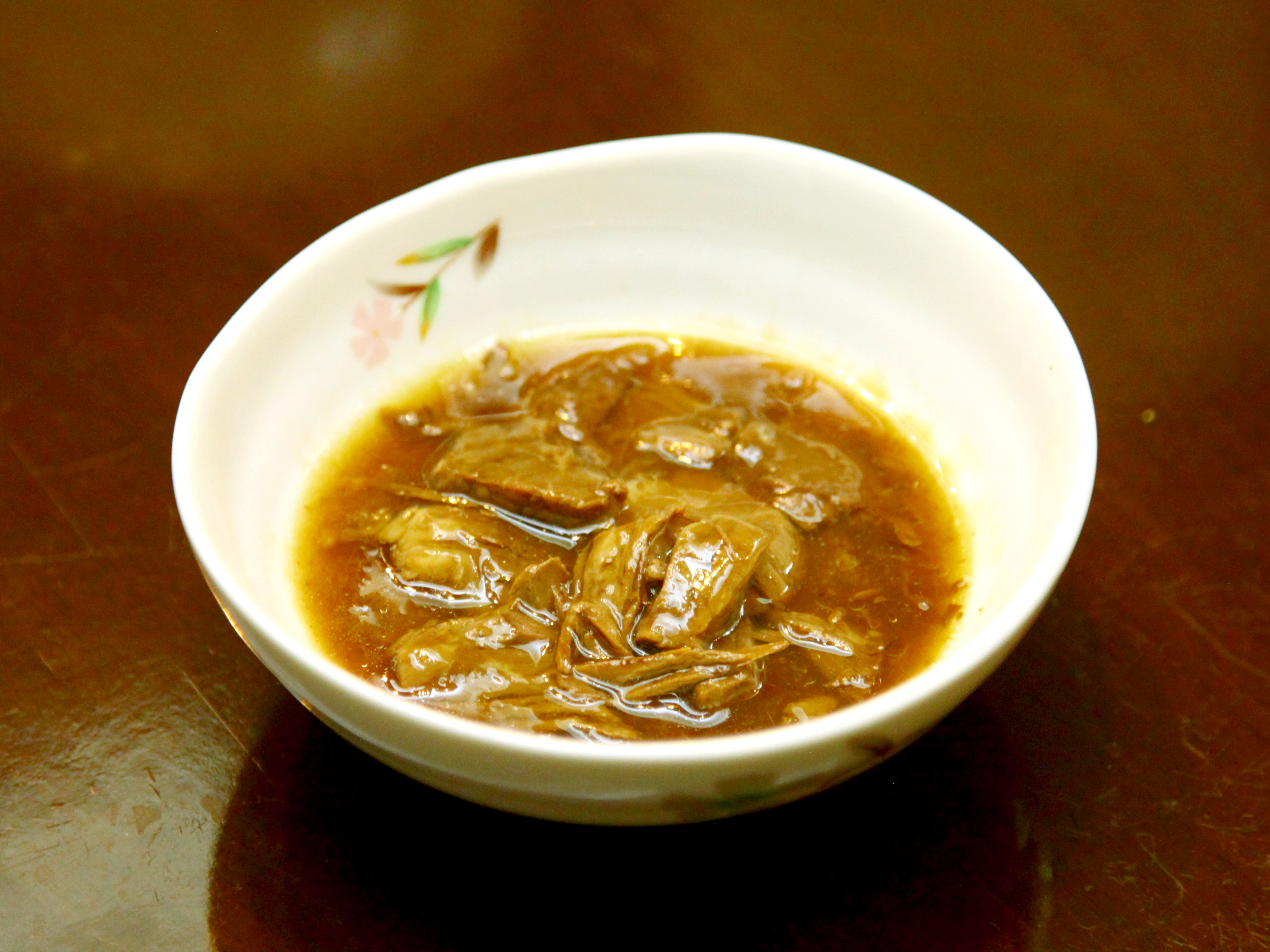

야마토니(일본어: 大和煮)는 쇠고기 등을, 간장에, 설탕, 생강 등을 넣고 삶은 식품이다. 흔히 통조림으로 만든다.